# Prometheomys schaposchnikowi
Prometheomys schaposchnikowi és una espècie de mamífer rosegador de la família dels cricètids, l'única del gènere Prometheomys. Viu a Geòrgia, Rússia i Turquia. Es tracta d'una espècie excavadora que s'alimenta principalment de plantes. El seu hàbitat natural són els prats d'herbes altes mèsics i subalpins. És una espècie en risc mínim, és a dir, no sembla que hi hagi cap amenaça significativa per a la seva supervivència.
L'espècie fou anomenada en honor de l'entomòleg rus Kristofor Xàpoixnikov.